# Adélaïde de Soissons
Adélaïde de Soissons, morte en 1105, est comtesse de Soissons durant la deuxième moitié du XIe siècle et au début du XIIe siècle. Elle est la fille de Renaud Ier de Soissons, comte de Soissons, et de son épouse Lescelinde.
Son père Renaud Ier serait tombé en disgrâce auprès du roi Henri Ier, qui aurait alors au début de l'année 1057 fait le siège de sa forteresse de Soissons, appelée Tour des Comtes, lors duquel Renaud trouve le mort ainsi que son fils aîné Guy II quelques semaines plus tard.
Dès 1058, le roi Henri Ier donne alors Adélaïde en mariage à Guillaume Busac, auparavant comte d'Eu mais qui en a été dépouillé. Il devient alors comte de jure uxoris. Après sa mort, Adélaïde continue d'exercer le pouvoir avec son fils aîné Renaud II jusqu'en 1099 où celui-ci meurt à son tour. Elle est ensuite comtesse avec son fils puîné Jean Ier jusqu'en 1105 où elle décède.
Quant à son dernier fils, Manassès, il devient évêque de Cambrai puis de Soissons.

## Mariage et enfants
En 1058, elle épouse Guillaume Busac, ancien comte d'Eu avant d'en être dépouillé, fils de Guillaume d'Eu et de son épouse Lesceline, avec qui elle a plusieurs enfants :
- Renaud II de Soissons, comte de Soissons du vivant de sa mère, mort sans union ni postérité ;
- Jean Ier de Soissons, comte de Soissons après son frère aîné, qui épouse Aveline de Pierrefonds, d'où postérité ;
- Manassès de Soissons, évêque de Cambrai de 1093 à 1103 puis de Soissons de 1103 jusqu'à sa mort en 1108 ;
- Ramentrudis de Soissons, qui épouse Ives de Nesle, d'où postérité.